# Christian Mayer (jezuita)
Christian Mayer  (ur. 20 sierpnia 1719 we wsi Modřice, zm. 16 kwietnia 1783 w Heidelbergu) – czeski astronom i duchowny katolicki z zakonu jezuitów. Od jego imienia pochodzi nazwa krateru na księżycu: C.Mayer.

## Życiorys
Niewiele wiadomo o jego życiu przed wstąpieniem do zakonu jezuitów. Wiadomo że był dobrze wykształcony, znał na przykład grekę i łacinę, ale nie wiadomo gdzie się uczył. W wieku około dwudziestu lat podjął decyzję o zostaniu jezuitą, co doprowadziło do konfliktu z ojcem, który miał inne plany wobec syna. Ostatecznie Mayer wstąpił do zakonu w Mannheim w 1745 roku. Po skończeniu studiów i odbyciu nowicjatu został nauczycielem przedmiotów humanistycznych.
W 1752 roku został wykładowcą matematyki i fizyki w Heidelbergu. Prywatnie interesował się jednak astronomią i to tej dziedzinie poświęcał swoje badania. Został nadwornym astronomem elektora Palatynatu Karola IV Teodora. Dzięki temu mógł uzyskać fundusze na zakup sprzętu astronomicznego i budowę obserwatoriów. Od tej pory pracował w stworzonych przez siemie obserwatoriach w Schwetzingen i w Mannheim. Opublikował wiele prac, które przyniosły mu międzynarodowe uznanie. Publikował między innymi w Philosophical Transactions of the Royal Society. Przez jakiś czas przebywał w Paryżu. W 1769 roku został zaproszony przez carycę Katarzynę do Petersburga, gdzie wspólnie z Andersem Johanem Lexellem obserwował tranzyt Wenus. W 1773 roku, po rozwiązaniu zakonu jezuitów przez papieża Klemensa XIV, utracił posadę nadwornego astronoma. Mimo to nadal prowadził badania astronomiczne. W 1765 roku został członkiem Royal Society. W ciągu całej swojej kariery naukowej został uhonorowany członkostwem w wielu innych towarzystwach naukowych. Mayer interesował się przede wszystkim gwiazdami podwójnymi. Między 1777 a 1778 rokiem stworzył katalog 80 podwójnych gwiazd, który został wydany w 1781 roku.

## Ważniejsze prace
- Pantometrum Pacechianum, seu instrumentum novum pro elicienda ex una statione distantia loci inaccessi, Mannheim, 1762
- Basis Palatina, Mannheim, 1763
- Expositio de transitu Veneris, Petersburg, 1769
- Nouvelle méthode pour lever en peu de temps et à peu de frais une carte générale et exacte de toute la Russie, Petersburg, 1770
- Gründliche Vertheidigung neuer Beobachtungen von Fixsterntrabanten welche zu Mannheim auf der kurfürstl. Sternwarte endecket worden sind, Mannheim, 1778
- De novis in coelo sidereo phaenomenis in miris stellarum fixarum comitibus, Mannheim, 1779